# Lijst van Molukse woonoorden
Dit is een lijst van plaatsen in Nederland waar in de periode 1951-1970 Molukse woonoorden waren.

## Groningen
- Carel Coenraadpolder (Finsterwolde)
- Marum (Nuis)

## Friesland
- Kamp Oranje (Fochteloo)
- Kamp Ybenheer (Fochteloo)
- Kamp De Wite Peal (Rohel/Rotsterhaule)
- Kamp Wyldemerk (Balk)

## Drenthe
- De Fledders (Norg)
- Schattenberg (Hooghalen)
- De Pieterberg (Westerbork)
- Mantinge (Westerbork)
- Ruinen
- Stuifzand (Ruinen)
- Geesbrug (Oosterhesselen)

## Overijssel
- Beenderribben (Steenwijkerwold)
- Pikbroek (Steenwijk)
- Eind van 't Diep (Steenwijk)
- Beugelen (Staphorst)
- Conrad (Rouveen)
- Laarbrug (Ommen)
- Kamp Eerde (Ommen)
- Vossenbosch (Wierden)
- St. Joseph (Glanerbrug)

## Gelderland
- Culemborg
- De Zwaluwenburg (Elburg)
- Berkenoord (Vaassen)
- Teuge (Voorst)
- De Biezen (Barneveld)
- De Schaffelaar (Barneveld)
- De Elzenpasch (Tiel)
- Schutsluizen (Tiel)
- Overbroek (Echteld)
- Lingebrug (Kesteren)
- De Haar (Randwijk)
- Bruinhorst (Ederveen)
- Golflinks (Arnhem)
- Huissensestraat (Arnhem)
- Onderlangs (Arnhem)
- Snodenhoek (Elst)
- Klein Baal (Bemmel)
- De Hogehorst (Groesbeek)
- De Kemp (Wehl)
- Vosseveld (Winterswijk)

## Noord-Holland
- Oude Zeug (Wieringermeerpolder)
- Medemblik
- Coehoorn (Muiderberg)
- Almere (Huizen)

## Zuid-Holland
- IJsseloord (Capelle aan den IJssel)
- Krimpen aan den IJssel
- Kamp Q (Slikkerveer)
- Moordrecht

## Zeeland
- Noordwelle (Westerschouwen)
- Burghsluis (Westerschouwen)
- Brijdorpe (Middenschouwen)
- Kerkwerve (Middenschouwen)
- Grijpskerke
- Westkapelle
- Serooskerke
- Koudekerke
- Vlissingen I
- Vlissingen II
- vliegveld Souburg
- Middelburg I
- Middelburg II
- Kruiningen I
- Kruiningen II
- De Haven (Breskens)
- Duinoord (Groede)
- Wilgenhof (Oostburg)
- Rodanborgh (Aardenburg)

## Noord-Brabant
- Wouw
- Lunetten (Vught)
- Donzel (Nistelrode)
- Vilheide (Mill)
- Vierlingsbeek
- Lage Mierde
- Baarschot (Middelbeers)
- (Nistelrode)

## Limburg
- Plasmolen (Mook)
- Genapium (Gennep)
- Oude Molen (Well)
- Vlakwater (Venray)
- Tienray (Meerlo-Wanssum)
- Blerick (Venlo)
- Tungelroy (Weert)
- Heythuysen
- Maashaven (Roermond)
- Montfort
- Op de Loop (Echt)
- Lilbosch (Echt)
- Graetheide (Geleen)
- Rijckholt (Eijsden)
- Capucijner Klooster (Eijsden)
- Borrekuil (Geleen)

## Utrecht
- Leerdam
- Kazerne (Woerden)
- Utrechtse Straatweg (Woerden)
- Singel (Woerden)